# Vasil Kapišovský
Vasil Kapišovský (7. července 1914 Chmeľová - 11. dubna 2002 Košice) byl československý politik Komunistické strany Slovenska rusínské respektive ukrajinské národnosti, poúnorový poslanec Národního shromáždění ČSR, poslanec Slovenské národní rady v 60. letech a poslanec Sněmovny národů a Sněmovny lidu Federálního shromáždění na počátku normalizace.

## Biografie
Po roce 1945 se angažoval v Ukrajinské národní radě Prjaševčiny. Po roce 1948 se přiklonil ke KSČ. Angažoval se v kampani za přechod slovenských Ukrajinců (Rusínů) z řeckokatolické církve na pravoslaví (zasedal v církevní komisi pro okres Michalovce). Na základě výsledků parlamentních voleb roku 1946 byl zvolen do Slovenské národní rady.
Ve volbách do Národního shromáždění roku 1948 byl zvolen do Národního shromáždění za KSČ ve volebním kraji Košice. Mandát držel až do konce funkčního období, tedy do voleb v roce 1954. V letech 1945 a 1950 se uvádí jako člen Ústředního výboru Komunistické strany Slovenska. Později se stal dočasně obětí kampaně proti buržoaznímu nacionalismu. Byl sesazen z funkcí.
Později se ještě do nejvyšších zákonodárných sborů vrátil. Ve volbách roku 1964 se stal poslancem Slovenské národní rady. V březnu 1968 byl jmenován do komise SNR, která měla připravit návrh prohlášení k státoprávnímu uspořádání Československa. Po provedení federalizace Československa usedl v lednu 1969 i do Sněmovny národů Federálního shromáždění. Do federálního parlamentu ho nominovala Slovenská národní rada.